# East Sussex Football League
East Sussex Football League är en engelsk fotbollsliga. Den består av sex divisioner och toppdivisionen Premier Division ligger på nivå 12 i det engelska ligasystemet.
Ligan är en matarliga till Southern Combination Football League.

## Mästare
| Säsong  | Premier Division   | Division One      | Division Two         | Division Three     | Division Four        | Division Five        | Division Six      |
| ------- | ------------------ | ----------------- | -------------------- | ------------------ | -------------------- | -------------------- | ----------------- |
| 2004/05 | Little Common      | Eastbourne W.M.C. | Heathfield Hotspurs  | Old Hastonians     | Crowhurst            | Little Common        | Bexhill United    |
| 2005/06 | Hawkhurst United   | Hollington United | Icklesham Casuals    | Athletico          | Hastings Rangers     | Eastbourne Fishermen | Panako            |
| 2006/07 | Hawkhurst United   | Punnetts Town     | Hastings Rangers     | Little Common      | Robertsbridge United | Cinque Ports         | Pelham            |
| 2007/08 | Hollington United  | Sedlescombe       | Wheatsheaf           | Benbow             | Cinque Ports         | The Wilton           | Nelson Tigers     |
| 2008/09 | St Leonards Social | Q Ball            | Wadhurst United      | Hurst              | Nelson Tigers        | Travaux              | Guestling Rangers |
| 2009/10 | St Leonards Social | Wadhurst United   | AFC Peasmarsh & Iden | Eastbourne Dynamos | Eastbourne Fishermen | Orington             | Wadhurst United   |
| 2010/11 | St Leonards Social | White Knight      | Eastbourne Galaxy    | St Helens          | Orington             | Burwash              | AFC Sidley        |